# Charlotte Insinger
Charlotte Marie Insinger (Rotterdam, 24 juli 1965) is een Nederlands jurist. Zij was in het verleden manager en vanaf 2013 commissaris bij verschillende grote bedrijven.

## Biografie
Insinger studeerde in 1989 af als Master fiscaal recht aan de Rijksuniversiteit Leiden. Ze studeerde ook voor Certificaten bedrijfseconomie aan de Erasmus Universiteit Rotterdam. In 2005 volgde ze een opleiding tot MBA aan het International Institute for Management Development, in Lausanne.
Van 1989 tot 1998 bekleedde Insinger diverse financiële functies bij Shell. Daarna werkte zij tot 1999 bij Rodamco. Tot 2005 werkte Insinger bij het gelieerde Robeco, ten slotte als Executive Vice President. In 2005 werd Insinger lid van de Raad van Bestuur bij het Erasmus Medisch Centrum. In 2010 vertrok zij bij dat ziekenhuis, om zzp'er te worden.

## Commissariaten
Insinger vervult diverse commissariaten bij grote bedrijven, waaronder van 2013-2016 bij Ballast Nedam. Volgens eigen zeggen moet je als commissaris geestelijk onafhankelijk zijn en word je geacht kritische vragen te stellen. Zij ziet zichzelf als iemand die vaak haar mond opendoet.
In 2016 volgde Insinger Engelhardt Robbe op als commissaris bij energiebedrijf Delta, het latere PZEM. Ze was toen ook al sinds 2009 commissaris bij SNS Bank, de latere Volksbank, op voordracht van minister van Financiën Wouter Bos, toen deze bank-verzekeraar steun van de rijksoverheid ontving. Ook was zij commissaris bij Vastned.
In juli 2018 werd Insinger tijdelijk voorzitter van de Raad van Commissarissen van Eneco, op last van de Ondernemingskamer van het gerechtshof in Amsterdam. De vorige president-commissaris was uit zijn functie gezet door dezelfde Ondernemingskamer, vanwege perikelen rond een mogelijke verkoop van de aandelen van Eneco. Zij was al bekend bij de Ondernemingskamer omdat zij in haar opdracht onderzoek deed naar wanbeleid bij zorggroep Meavita.

## Nevenfuncties
Insinger bekleedde verschillende nevenfuncties, onder andere bij de Stichting Anti-Doping Autoriteit Nederland. Zij was lid van de Raad van Toezicht van Diergaarde Blijdorp, lid van de Raad van Toezicht van de Hogeschool Rotterdam en Luchtverkeersleiding Nederland. Ook was Insinger lid van de Strategisch Audit Commissie van het ministerie van Buitenlandse Zaken, lid van de raad van toezicht van het Filmfonds en voorzitter van de raad van toezicht van de Stichting World Expo 2025 en Voorzitter van de raad van toezicht van Staatsbosbeheer. Voor de gemeente Amsterdam was zij lid van de Raad van advies en kritiek. In 2013 was zij bewindvoerder bij het Slotervaartziekenhuis.

## Privé
Insinger is een telg uit het Nederland's Patriciaatsgeslacht Insinger en een dochter van verzekeraar mr. Robbert Carel Insinger en beleidsambtenaar mr. Elisabeth Laverge. Insinger is moeder van drie kinderen, onder wie een tweeling. Zij is genezen van borstkanker.